# Archips cantinus
Archips cantinus là một loài bướm đêm thuộc họ Tortricidae. Nó được tìm thấy ở Kashmir.
Sải cánh dài khoảng 24 mm.